# St. Bonifatius (Großmölsen)

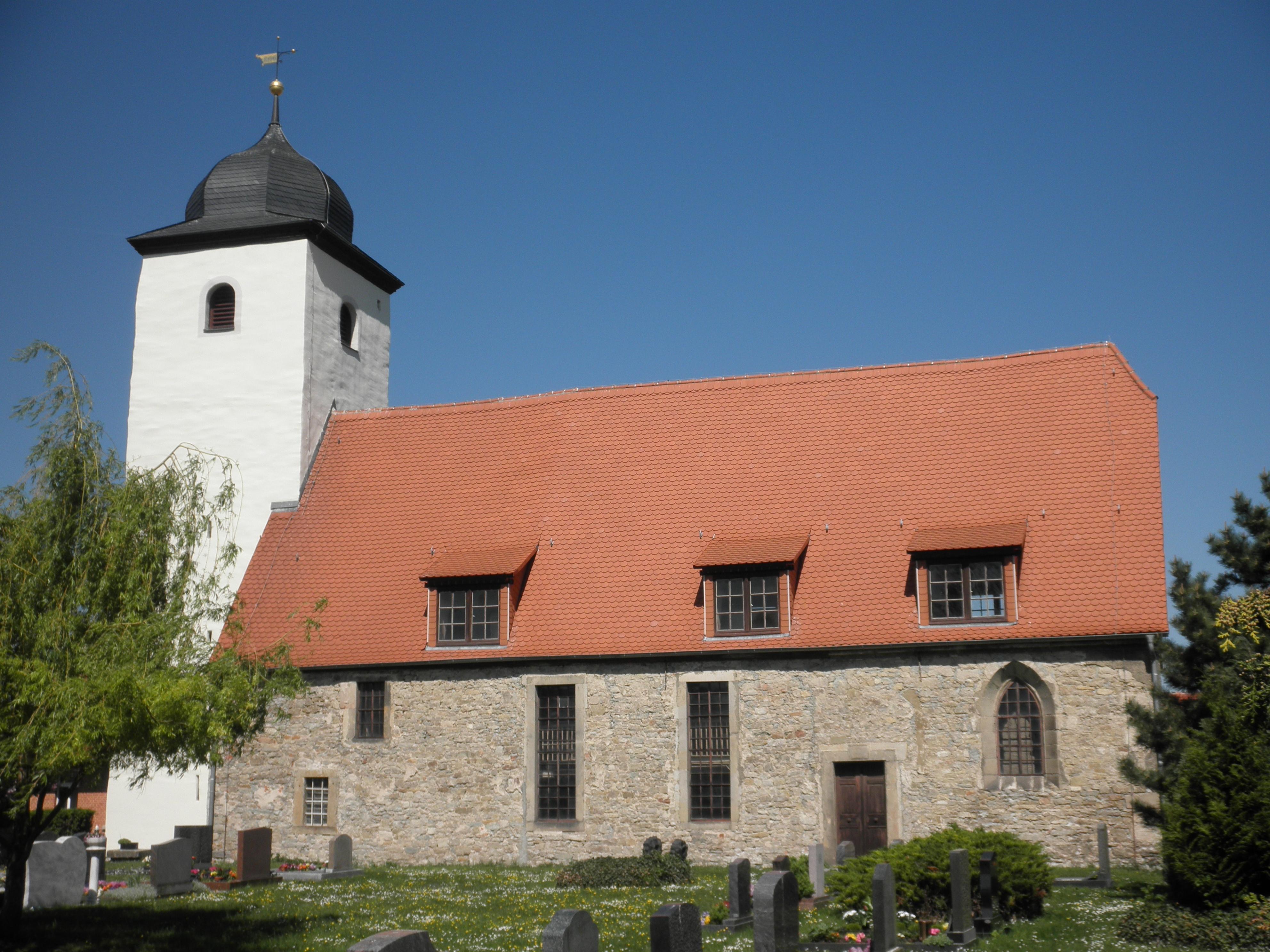
St. Bonifatius

Die evangelische Filialkirche St. Bonifatius steht in der Gemeinde Großmölsen im Landkreis Sömmerda in Thüringen. Die Kirche ist denkmalgeschützt.

## Geschichte
Die rechteckige Saalkirche ist wohl aus dem 15. Jahrhundert. Sie besitzt einen eingezogenen Westturm. Umgebaut wurde die Kirche 1611 und 1729.
Der Kirchturm besitzt rundbogige Schallöffnungen und eine geschweifte Haube.
Das Kirchenschiff besitzt  unterschiedlich gefertigte Fenster. Der Zugang zu den doppelten Emporen liegt an der Nordseite. Das Kirchengebäude mit Holztonne und Sakramentsnische sowie mit erster antiker Tür an der Chorostwand. Sie stammt noch aus dem 15. Jahrhundert.
Die Deutsche Stiftung Denkmalschutz förderte die Turmsanierung 2009 bis 2010.
2010 fand die Glockenweihe statt. Die Glocken wurden von einem unbekannten Spender gestiftet.